# Thomas Kean
Thomas Kean (New York, 21 april 1935) is een Amerikaans politicus. Hij was van 1982 tot 1990 gouverneur van de staat New Jersey.

## Levensloop
Kean stamt uit een familie met een politieke traditie. Zijn vader, zoon evenals andere verwanten vervulden politieke rollen in de landelijke politiek.
Hij behaalde een bachelorgraad aan Princeton-universiteit en zijn master aan de Columbia-universiteit. Daarna begon hij zijn carrière als leraar geschiedenis. Hij onderwees verder Engels en leidde een tehuis voor gehandicapte kinderen. In de New Jersey Nightly News schreef hij regelmatig commentaren.
Als lid van de Republikeinse Partij werd hij in 1967 gekozen in het parlement van New Jersey. Hij was fractieleider en van 1972 tot 1974 parlementsvoorzitter, waarbij hij voor een deel de steun kreeg van parlementsleden van de Democratische Partij. Hij bleef lid van het parlement tot 1977, het jaar waarin hij geen meerderheid van stemmen wist te behalen voor de functie van gouverneur van New Jersey. Vier jaar later, in november 1981, lukte hem dit echter wel.

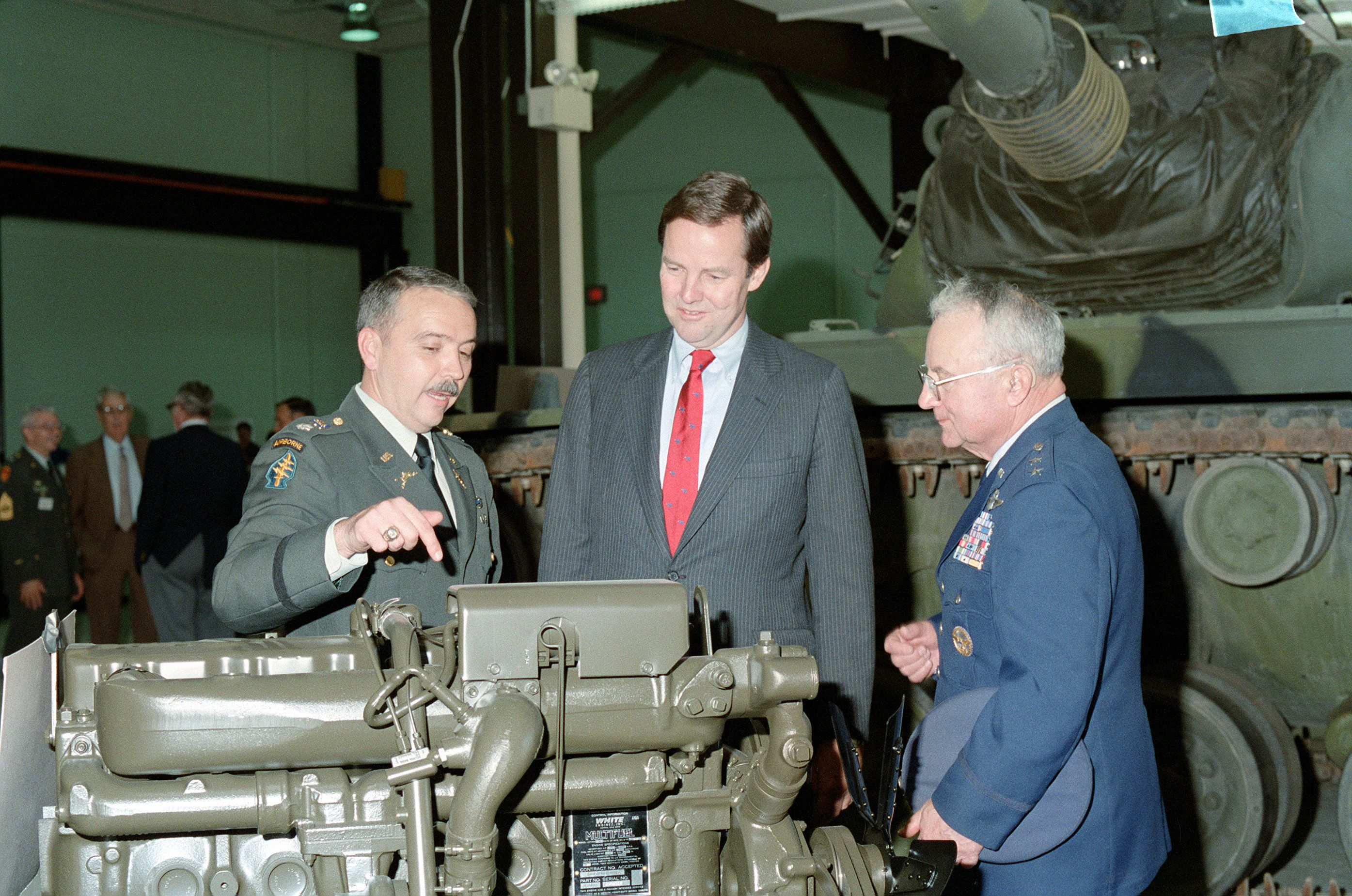
Gouverneur Kean (midden) tijdens een bezoek aan Fort Dix, 1987

Het tijdschrift Newsweek riep hem uit tot een van de vijf meest succesvolle gouverneurs. Tijdens zijn ambt van 19 januari 1982 tot 16 januari 1990 voerde hij belastingverlichtingen door die 750.000 nieuwe arbeidsplaatsen in New Jersey zouden hebben gecreëerd. Verder voerde hij talrijke veranderingen door op het gebied van onderwijs, welvaart en milieu.
In 1988 was hij delegatielid en hoofdspreker tijdens de Republican National Convention in New Orleans, waar George H.W. Bush als presidentskandidaat werd genomineerd.
In 1990 nam Kean de leiding van de Drew-universiteit op zich. In deze tijd werkte hij nauw samen met de presidenten Bush senior, Bill Clinton en Bush junior. Na de aanslagen op 11 september 2001 leidde hij vanaf december 2002 de onderzoekscommissie die de toedracht van de aanslagen onderzocht. Op 22 juli 2004 publiceerde zijn conclusie waarin hij de CIA en FBI mede schuldig verklaarde, omdat deze organisaties niet genoeg zouden hebben bijgedragen om de aanslagen te voorkomen.
In 2005 werd hij samen met Lee Hamilton onderscheiden met een Four Freedoms Award voor vrijwaring van vrees.
- Gemeinsame Normdatei: 118984616
- International Standard Name Identifier: 0000 0001 1480 2002
- Library of Congress Control Number: n87909909
- National Archives and Records Administration: 10572562
- Nationale Bibliotheek van Tsjechië: xx0083523
- Nationale Bibliotheek van Israël: 987007605639305171
- Nederlandse Thesaurus van Auteursnamen: 271553561
- SNAC: w6vn558p
- Système universitaire de documentation: 121670570
- Virtual International Authority File: 112962792
- WorldCat: E39PBJhRJf9Y7YGYPD37BWCvpP